# خودکشی کوانتومی
خودکشی کوانتومی یک آزمایش فکری در مکانیک کوانتومی و فلسفه فیزیک است که ادعا می‌شود می‌تواند هر تفسیری در مکانیک کوانتومی به‌جز تفسیر دنیاهای چندگانه را با استفاده از تغییری در آزمایش فکری گربه شرودینگر، از دیدگاه گربه، رد کند. جاودانگی کوانتومی به تجربه ذهنی زنده ماندن در یک آزمایش خودکشی کوانتومی اشاره دارد. گاهی ادعا می‌شود این مفهوم می‌تواند به دلایل واقعی مرگ نیز مرتبط باشد.
به‌عنوان یک آزمایش ذهنی، خودکشی کوانتومی تمرینی فکری است که در آن یک سناریوی انتزاعی دنبال می‌شود تا به نتایج منطقی آن برای اثبات یک نقطه نظری برسند. تقریباً تمام فیزیکدانان و فیلسوفان علمی که این موضوع را شرح داده‌اند، به‌ویژه در ارائه‌های عمومی، تأکید می‌کنند که این ایده به شرایط تصنعی و تمام‌ و کمالی متکی است که ممکن است در دنیای واقعی غیرممکن یا بسیار دشوار برای تحقق باشند. همچنین، مبانی نظری این ایده حتی میان حامیان تفسیر جهان‌های چندگانه اورت نیز بحث‌برانگیز است. به همین دلیل، آنتونی آگیر، کیهان‌شناس، هشدار می‌دهد که "بسیار احمقانه (و خودخواهانه) خواهد بود که اجازه دهیم این امکان، اقدامات ما را در هر مسئله‌ای مرتبط با زندگی یا مرگ راهنمایی کند."

## تاریخچه
هیو اورت هرگز به‌صورت مکتوب به مفاهیم خودکشی کوانتومی یا جاودانگی کوانتومی اشاره نکرد؛ هدف او فقط ارائه راه‌حلی برای تناقض‌های مکانیک کوانتومی بود. با این حال، در زندگی‌نامه یوجین شیکوفتسف از اورت آمده است که: "اورت به‌طور قاطع باور داشت که نظریه جهان‌های چندگانه‌اش جاودانگی او را تضمین می‌کند؛ او استدلال می‌کرد که آگاهی‌اش در هر شاخه‌، به‌ناچار مسیری را دنبال می‌کند که به مرگ ختم نشود." پیتر برن، نویسنده زندگی‌نامه دیگری از اورت، گزارش داده است که اورت به‌صورت خصوصی درباره خودکشی کوانتومی نیز بحث کرده است (برای مثال، بازی رولت روسی با ریسک بالا و زنده ماندن در شاخه برنده)، اما اضافه می‌کند: "با این حال، بعید است که اورت به این دیدگاه معتقد بوده باشد، چرا که تنها چیزی که این نظریه به‌طور قطعی تضمین می‌کند این است که اکثریت نسخه‌های شما خواهند مرد، که به سختی می‌توان آن را هدفی منطقی دانست."
در میان دانشمندان، این آزمایش ذهنی برای اولین بار توسط یوان اسکایرز در سال ۱۹۸۶ معرفی شد، سپس، به‌طور مستقل توسط هانس موراوک در سال ۱۹۸۷ و برونو مارشال در سال ۱۹۸۸ منتشر شد. همچنین، این ایده در سال ۱۹۹۷ توسط هیو پرایس شرح داده شد که آن را به دیتر تسه نسبت داد، و بعدها در سال ۱۹۹۸ به‌طور رسمی توسط مکس تگمارک ارائه شد. این موضوع در ادامه توسط فیلسوفانی همچون پیتر جی. لوئیس در سال ۲۰۰۰ و دیوید لوئیس در سال ۲۰۰۱ مورد بحث قرار گرفت.

## منبع
1. ↑  Tegmark, Max (November 1998). "Quantum immortality". Retrieved 25 October 2010.